# حدبة مصلية دموية
الحدبة المصلية الدموية، بالانجليزية (الحدبة المصلية الدموية) هي حالة تحدث لحديثي الولادة من تجمع السوائل خارج السمحاق في الطبقة الرخوة من فروة الرأس وكذلك تحت الجلد مع حوافٍ غير محددة بشكلٍ واضح وتنشأ الحدبة المصلية الدموية من الضغط الحادث من الجزء المتقدم من فروة رأس الطفل في مقابل عنق الرحم المُتسع بآلية «تأثير وقف النزف لعنق الرحم» أثناء الولادة.
ويشمل النزيف منطقة ما تحت فروة الرأس وفوق السمحاق.

## أعراض
تمثل الحدبة المصلية تورماً في فروة الرأس والذي يمتد عبرَ خط المنتصف وخطوط الدرز والتي تصاحب تقولب الرأس (molding) أثناء الولادة.
لا تتسبب الحدبة الدموية المصلية في مضاعفات للطفل وتختفى سريعاً في خلالِ الأيام القليلة الأولى من العُمر.

## العلاج
غالبا ما يُكتفى بمتابعة وملاحظة الطفل حيثُ يُشفى الطفل سريعاً وبشكلٍ تامّ في حالة الحدبة الدموية المصلية.
إذا حدث تغير لمعالم رأس الطفل فيجب إعادة الشكل الطبيعى لها.